# 上勝町
上勝町（日语：／ Kamikatsu chō */?）是位於日本德島縣中部、勝浦川上游地區的町，為日本最美麗的村莊聯盟成員之一。境內約88.5%的面積被山林覆蓋，最高峰為海拔1439公尺的高丸山。上勝町為德島縣內人口最少的行政區劃，因此自1980年代開始嘗試以各種方式推動當地產業。現今當地以製作「彩」葉而聞名，其產量在日本國內市佔率超過七成。

## 地理
上勝町內的山岳屬於四國山地東南邊的山脈。北部和西部坐落著雲早山、高丸山與旭之丸等山岳，南部為海拔400至1000公尺的山地，境內的55個聚落則分佈在海拔100至700公尺的山地。當地夏季與秋季常受到颱風侵襲，冬季則會下雪。

### 氣候
上勝町受到流入紀伊水道的黑潮影響，整體氣候較溫暖。當地的年均溫為16.3℃，年降雨量則超過3000毫米以上，屬於豪雨地帶。

## 人口
| 上勝町人口分布圖 |                                               |  |
| 上勝町與日本全國年齡別人口分布比較圖 （2005年資料） | 上勝町的年齡、男女別人口分布圖 （2005年資料） |  |
| ■紫色是上勝町 ■綠色是全国 | ■藍色是男性 ■紅色是女性                       |  |
| 上勝町人口變化 \| 1970年 \| 4,057人 \| \| \| 1975年 \| 3,587人 \| \| \| 1980年 \| 2,918人 \| \| \| 1985年 \| 2,712人 \| \| \| 1990年 \| 2,450人 \| \| \| 1995年 \| 2,318人 \| \| \| 2000年 \| 2,124人 \| \| \| 2005年 \| 1,955人 \| \| \| 2010年 \| 1,783人 \| \| \| 2015年 \| 1,545人 \| \| \| 2020年 \| 1,380人 \| \| |                                               |  |
| 資料來源：日本總務省統計中心提供之人口普查數據 |                                               |  |
| 1970年 | 4,057人                                       |  |
| 1975年 | 3,587人                                       |  |
| 1980年 | 2,918人                                       |  |
| 1985年 | 2,712人                                       |  |
| 1990年 | 2,450人                                       |  |
| 1995年 | 2,318人                                       |  |
| 2000年 | 2,124人                                       |  |
| 2005年 | 1,955人                                       |  |
| 2010年 | 1,783人                                       |  |
| 2015年 | 1,545人                                       |  |
| 2020年 | 1,380人                                       |  |

## 產業
上勝町自1987年起嘗試銷售町內的「葉子」至全日本各地的餐廳，做為餐點的裝飾。1999年進一步由町公所和農民共同出資成立株式會社彩從事銷售事業，現一年營業額已超過2億日圓，在日本國內市佔率則超過七成。

## 歷史
現在的上勝町在令制國時代屬於阿波國勝浦郡。17世紀江戶時代後，當地成為德島藩的領地。19世紀末實施廢藩置縣後改隸屬德島縣，此後陸續在1871年和1876年先後被整併至名東縣、高知縣，不過在1880年後再次隸屬重新恢復設立的德島縣。
1889年日本實施町村制，現在的上勝町轄區東北半部屬於高鉾村，西南半部則屬於福原村，兩村在1950年代的昭和大合併期間整併為現在的上勝町。

### 變遷表
| 1889年10月1日 | 1889年 - 1926年 | 1926年 - 1954年 | 1955年 - 1989年      | 1989年 - 現在        | 現在                 |
| ------------- | --------------- | --------------- | -------------------- | -------------------- | -------------------- |
| 高鉾村        | 高鉾村          | 高鉾村          | 1955年7月20日 上勝町 | 1955年7月20日 上勝町 | 1955年7月20日 上勝町 |
| 福原村        |                 |                 | 1955年7月20日 上勝町 | 1955年7月20日 上勝町 | 1955年7月20日 上勝町 |

## 行政

### 政策
2003年起，町內開始實施「零廢棄」的政策。除了宣導減少使用一次性塑膠製品外，垃圾分類更細分為13類45個類別。全町的垃圾總量由原本的約330噸，至2017年時減至285噸，垃圾回收率也由原本的58%提升至近80%。

## 交通
轄區內無鐵路通過，公路德島縣道16號則是町內最主要的幹線，也是對外聯絡的主要道路。目前對外大眾運輸交通主要依賴每天僅往返八次的上勝町營巴士，沿著德島縣道16號前往東側的勝浦町，再於勝浦町轉乘德島巴士進入德島市市區。
過去在1940年代曾規劃興建四國中央鐵道。當時規劃起點從立江町（現小松島市内）的立江車站出發，沿著勝浦川延伸並經過町內，終點則設在高知縣山田町（現香美市内）的土佐山田車站，不過由於路線多位於山區，最終並未實際動工興建。

## 觀光
位於轄內中部標高997.6公尺的山犬嶽，以全年長滿青苔的樹林為特色，其南側下樫原、中樫原、上樫原聚落的樫原的梯田則是已被列入重要文化的景観的景點，現也被列入日本梯田田百選。
東部的大字正木地區有棟配合上勝町「零廢棄」政策所設立的啤酒工廠複合設施－「RISE & WIN Brewing Co. BBQ & General Store」。建築本身利用廢棄的建材興建而成，內部設施也利用空玻璃瓶、舊啤酒箱、廢校課桌等回收資材所打造，生產的啤酒則利用町內製作柑橘醋時榨汁剩餘的果皮添加柑橘香氣。銷售上採用秤量零售的販賣模式，消費者可以自行攜帶水壺、寶特瓶等容器來購買啤酒以減少包裝的浪費。
同樣位於大字正木地區的還有高野山真言宗的慈眼寺。慈眼寺據說是八世紀時由日本佛教真言宗的開山祖師空海所建立，在寺院後方的灌頂瀑布則是自高度80公尺直接落下的瀑布。傳說過去空海曾在此瀑布的落水下修行，因而將其命名為「灌頂」。

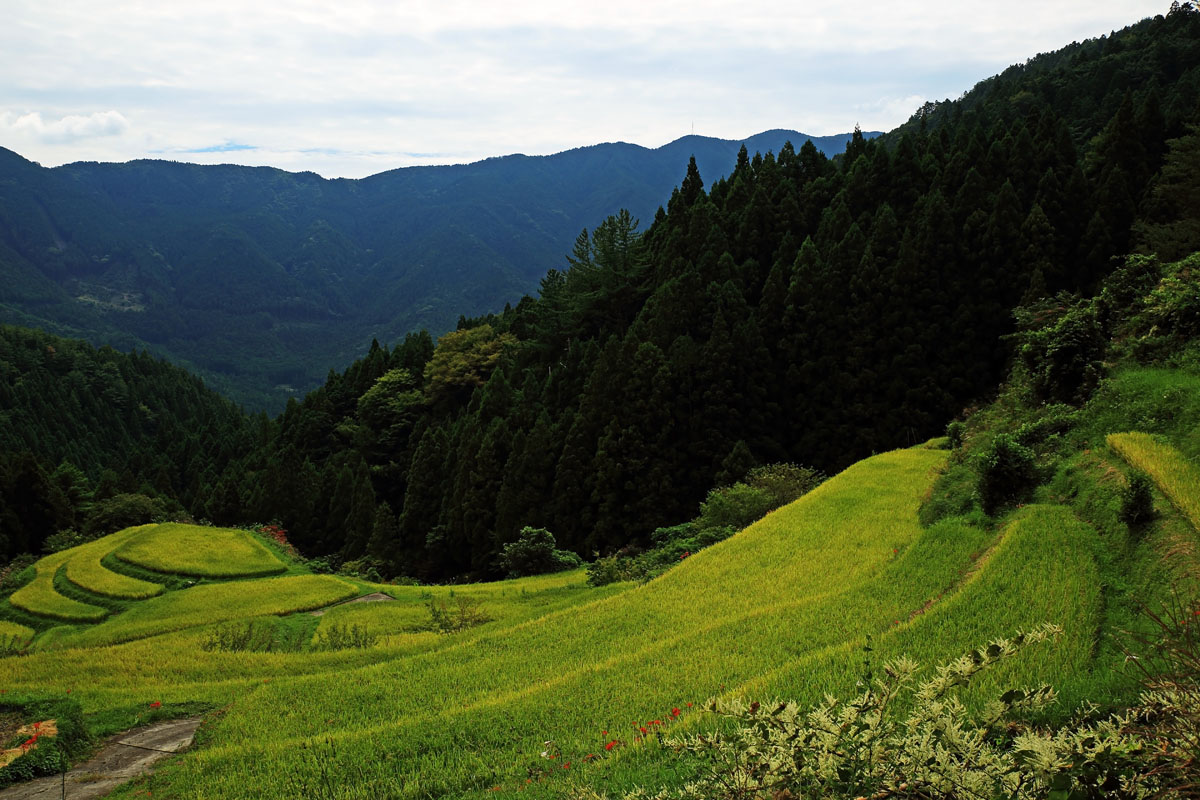
樫原的梯田
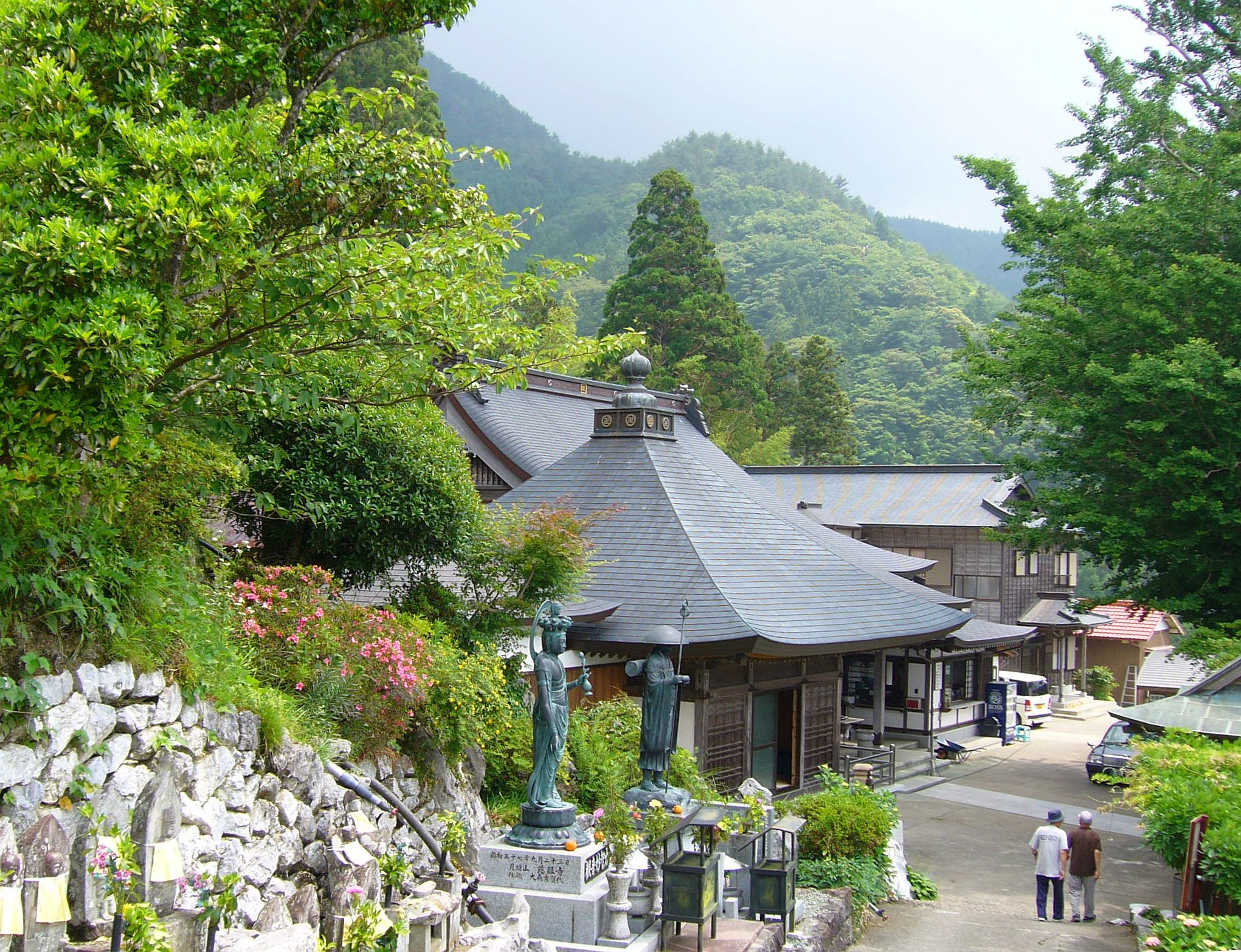
慈眼寺
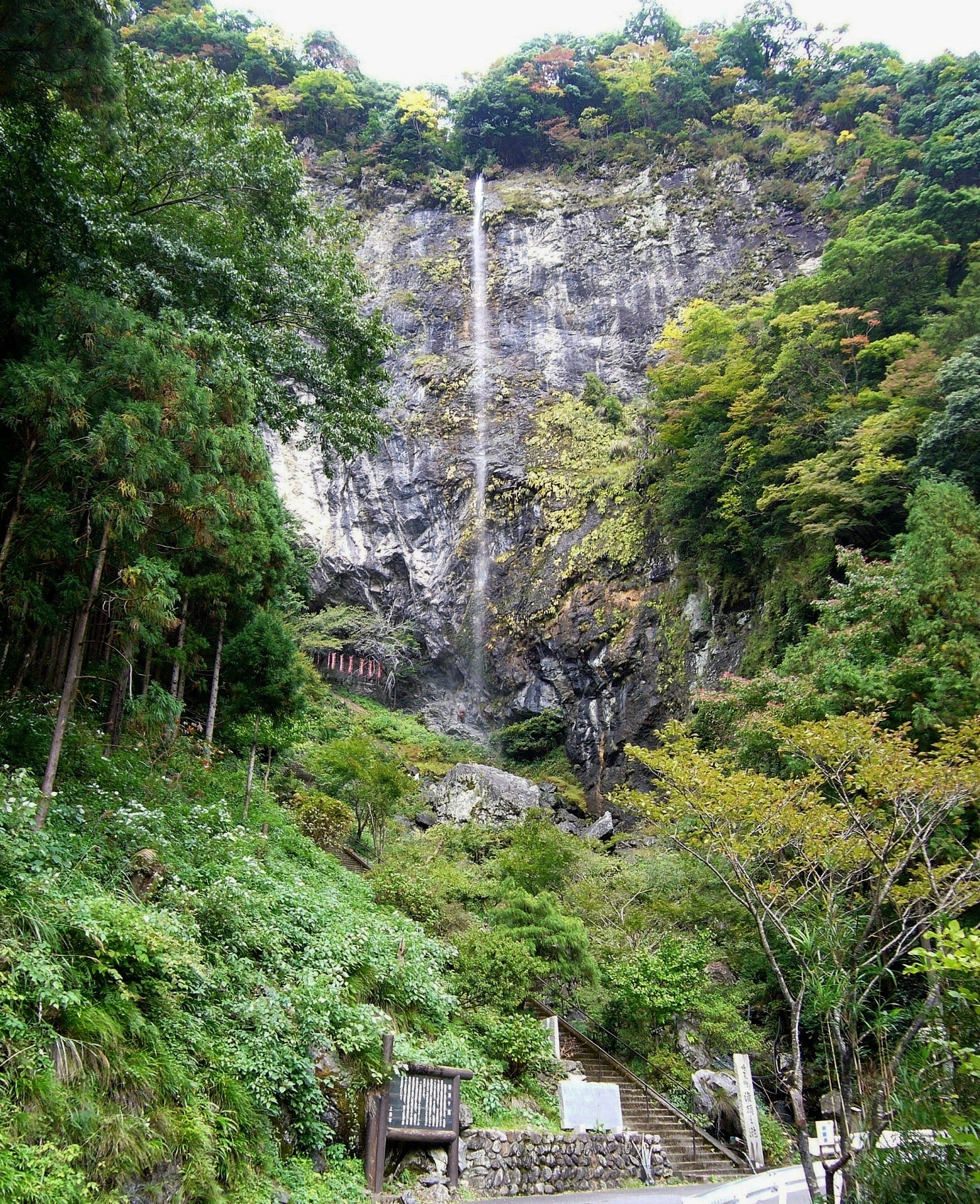
灌頂瀑布

## 教育
由於人口長期外流，現在町內人口已低於2,000人，町內目前僅有上勝中學校和上勝小學校兩所學校，平均每年入學兒童也僅約6人。町內學童欲就讀高中則須至位於東側勝浦町的德島縣立小松島西高等學校勝浦校就讀。此外，國立的德島大學的人與地域共創中心與上勝町公所合作設立「上勝學舍」，主要協助當地居民的創業及就業輔導。

## 外部連結
- （日語） 上勝觀光站 （页面存档备份，存于）
- （日語） やるでないで上勝！  （页面存档备份，存于）
- （日語） 零垃圾之鎮　上勝 （页面存档备份，存于）